# Karola Jamnig-Stellmach
Karola Jamnig-Stellmach (* 15. Oktober 1954 in Barnstorf) ist eine deutsche Politikerin (CDU).

## Biografie
Jamnig-Stellmach absolvierte das Gymnasium. Sie studierte danach Philosophie, Germanistik und Romanistik. Sie war als Wirtschaftsreferentin tätig.
Sie ist Leiterin des Steinbeis-Transferzentrums Strategisches Management-Innovation-Kooperation in Bremen.
Jamnig-Stellmach war von 1995 bis 2000 Mitglied des Beirats beim Ortsamt Schwachhausen/Vahr und wurde dort 1999 Sprecherin der CDU-Beiratsfraktion. Am 6. Dezember 2000 rückte sie für den ausgeschiedenen Ulrich Nölle in die Bremische Bürgerschaft nach, schied jedoch am 16. Juli 2001 wieder aus. Am 24. August 2001 wurde sie wieder Mitglied, als Nachrückerin für den verstorbenen Frank Lutz. Der Bürgerschaft gehörte sie bis 2003 an.
| Personendaten    | Personendaten              |
| ---------------- | -------------------------- |
| NAME             | Jamnig-Stellmach, Karola   |
| KURZBESCHREIBUNG | deutsche Politikerin (CDU) |
| GEBURTSDATUM     | 15. Oktober 1954           |
| GEBURTSORT       | Barnstorf                  |